# رواتو
رواتو (به ایتالیایی: Roatto) یک کومونه در ایتالیا است که در استان آسته واقع شده‌است.

## خصوصیات
رواتو ۶٫۵ کیلومترمربع مساحت و ۳۸۵ نفر جمعیت دارد.